# آلهة الخلق الأزتيكية

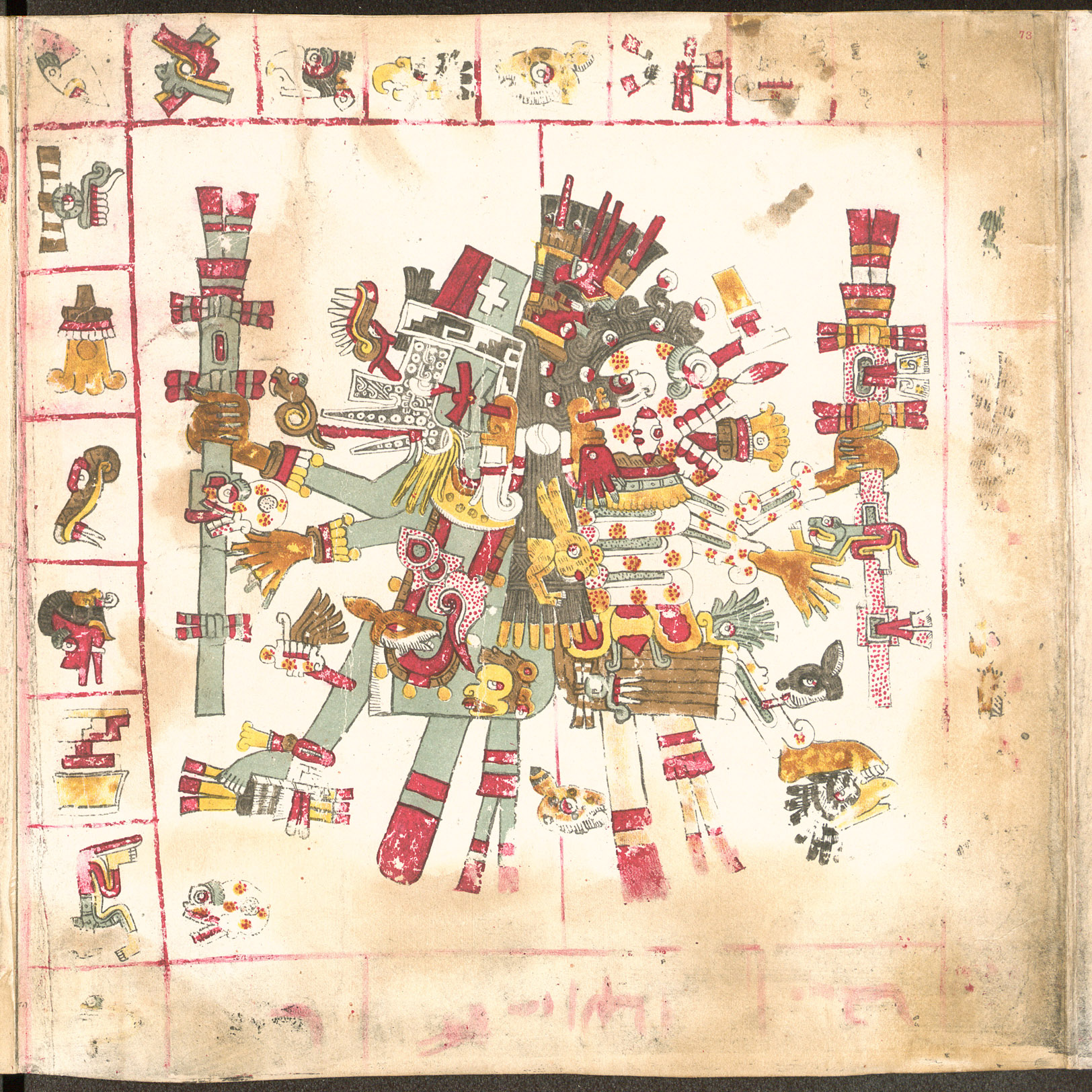
كيتزالكواتل على اليسار، إله الحكمة. واليمين إله الموتى أكولمزتلي.

آلهة الخلق الأزتيكية (بالإنجليزية: Aztec creator gods)‏ هم أربعة أبناءٍ، فقط، في ميثولوجيا الأزتيك. وهم أبناء الزوجين الخالقين أوميتيوتل وأوميكيوتل "سيد وسيدة الطباق، الثنائية، الإزدواجية، الخنثوية"، "سيد وسيدة البداية والنهاية"، "أبو وأمُّ الأرباب"، أبو وأمُّ الجميع". الذين وهِبُوا هِبة الخلق؛ ليخلقوا المزيد من الكائنات الحيَّة لكن ليس بحسب الطريقة التقليدية (الإنجاب)، وهم يقيمون في أعلى مستوى من الجنة الأسطورية في المستوى الثالث عشر المسمى إلهويكاتل-أوميوكان، مكان الازدواجية/الثنائية.

## قائمة تفاصيلهم
| الاسم                            | الاسم                             | الوصف                     | صورة |
| -------------------------------- | --------------------------------- | ------------------------- | ---- |
| تيزكاتليبوكا                     | رب المرآة المدخنة                 | رب للعالم والقوى الطبيعية |      |
| كسيبي توتيك                      | إله الربيع عند المكسيكيين القدماء | إله القوة                 |      |
| كيتزالكواتل                      | الثعبان ذو الريش                  | إله الحكمة                |      |
| ويتزيلوبوتشتلي أوهويتزيلوبوتشتلي | الطائر الطنان                     | إله الإرادة/المشيئة       |      |

### تيزكاتليبوكا
الرب الأزتيكي لليل وكل الأشياء المادية. يحمل مرآة سحرية يخرج منها دخان ويقتل الأعداء، ولذلك سمي «رب المرآة المدخنة» كان رب الشمال. وكرب للعالم والقوى الطبيعية كان عدوا لكوتزيلكوتل الروحاني، وأحيانا يظهر ربّاً غاوياً يحرض الرجال على فعل الشر. ولمعاقبة الشر ومكافأة الخير، كان يختبر عقول الناس بالإغواء، وليس بمحاولة دفعهم إلى الإثم. كما كان رب الجمال والحرب وسيد الأبطال والفتيات الجميلات. أغوى مرة ربة الأزهار زوكيكيتزال زوجة الرب زوكيبيلي لأن هذه الربة الجميلة كانت مناسبة له، لكونه رب الحرب الأنيق. ومع ذلك يظهر غالبا كساحر وكشكل متغير وكرب القوى السرية. [وهو] الملك النهم إلى الدماء البشرية.. الذي كان يقتضي مئات الضحايا البشرية، كي تظل الشمس تشرق على البسيطة.

### كسيبي توتيك
إله الربيع عند المكسيكيين القدماء (بدأ موسم المطر) والمحاصيل وشفيع صاغة الذهب وكرمز للمحاصيل كن يؤتى له بجلود الأضاحي البشرية وهو يمثل الجلد الجديد الذي يغطي الأرض في الربيع وتماثيله وأقنعته الحجرية تمثله وهو دائما بوجه مسلوخ وهو ما يعنيه اسمه (إلهنا المسلوخ).

### كيتزالكواتل
هو إله قديم في وسط أمريكا، يرجع اسمه إلى لغة الـناواتل ويعني «الثعبان ذو الريش». ظهرت عبادة الثعبان ذي الريش للمرة الأولى في تيوتيهواكان في القرن الأول قبل الميلاد أو القرن الأول بعد الميلاد. وتقع هذه الفترة بين نهايات العصر ما قبل الكلاسيكي إلى بدايات العصر الكلاسيكي (400 قبل الميلاد-600 بعد الميلاد) في التسلسل الزمني لأمريكا الوسطى. وقد بدأ تقديس ذلك الإله في الانتشار في أمريكا الوسطى في أواخر العصر الكلاسيكي (600-900 قبل الميلاد).

### ويتزيلوبوتشتلي
ويتزيلوبوتشتلي أو هويتزيلوبوتشتلي هو الإله الأكبر في معتقدات أهل [المكسيك] القدماء، وكانوا يخصونه كإله للحرب، وكان القائد الأسطوري وسيد الآلهة عند الأزتك القبيلة المسيطرة بين قبائل الناهواتل.

## ثبت المراجع
- Instituto de Investigaciones Históricas, ed. (1975). Códice Chimalpopoca. Anales de Cuauhtitlán y Leyenda de los Soles (بالإسبانية). México. p. 161. ISBN:968-36-2747-1.{{استشهاد بكتاب}}:  صيانة الاستشهاد: مكان بدون ناشر (link)
- Panorama Editorial, ed. (1998). Dioses Prehispánicos de México (بالإسبانية). México. p. 162. ISBN:968-38-0306-7.{{استشهاد بكتاب}}:  صيانة الاستشهاد: مكان بدون ناشر (link)
- Biblioteca Porrúa. Imprenta del Museo Nacional de Arqueología, Historia y Etnología, ed. (1905). Diccionario de Mitología Nahua (بالإسبانية). México. p. 851. ISBN:978-9684327955.{{استشهاد بكتاب}}:  صيانة الاستشهاد: مكان بدون ناشر (link)
- Editorial Universo México, ed. (1981). El Mundo Mágico de los Dioses del Anáhuac (بالإسبانية). México. p. 153. ISBN:968-35-0093-5.{{استشهاد بكتاب}}:  صيانة الاستشهاد: مكان بدون ناشر (link)
- Oxford University Press، المحرر (2001). Dictionary of Ancient Deities. United States. ص. 608. ISBN:978-0195145045.{{استشهاد بكتاب}}:  صيانة الاستشهاد: مكان بدون ناشر (link)
- Library of Congress، المحرر (2004). Dictionary of Gods and Goddesses. United States. ص. 402. ISBN:0-8160-5923-3.{{استشهاد بكتاب}}:  صيانة الاستشهاد: مكان بدون ناشر (link)